# Polystachya laxiflora
Espèce
Polystachya laxiflora Lindl. est une espèce de plantes à fleurs de la famille des Orchidaceae (les orchidées). Le genre auquel elle appartient compte plus de 200 espèces ; la plupart d'entre elles sont originaires d'Afrique tropicale.

## Description
Polystachya laxiflora est une plante épiphyte qui peut atteindre 30  à   40 cm de haut. Les pseudobulbes sont cylindriques. Leur longueur est comprise entre 8  et   10 cm tandis que leur largeur varie entre 0,4  et   0,9 cm.
Les feuilles sont oblancéolées, elliptiques et aigües, de 80  à   250 mm de long et 20  à   55 mm de large. L'apex est légèrement courbé vers l'arrière.
Les fleurs sont de taille moyenne. Leur couleur est variable: blanche, jaune, verte et parfois rose, mauve ou rouge. Les pétales, de 6 mm de long et 3 mm de large, sont en forme de spatule et glabres. Le sépale dorsal et les sépales latéraux sont poilus et de forme triangulaire.  Les fleurs dégagent un parfum doux proche de celui des primevères.

## Répartition
Son aire de distribution est vaste et s'étend à toute l'Afrique centrale. On la trouve en Sierra Leone, au Liberia, en Côte d'Ivoire, au Ghana, au Bénin, au Nigeria, au Cameroun, au Gabon ou encore au Congo. Cette orchidée se développe dans les forêts denses et humides sempervirentes, à des altitudes comprises entre 200 et 1 500 mètres.

## Utilité
Polystachya laxiflora est une plante ornementale facile à cultiver dans un vase contenant un mix d'écorce et de tourbe de sphaigne, avec un taux élevé d'humidité .